# Eparchia ługańska
Eparchia ługańska – jedna z eparchii Ukraińskiego Kościoła Prawosławnego Patriarchatu Moskiewskiego. Ordynariuszem administratury jest od 2021 r. metropolita ługański i alczewski Pantelejmon (Poworozniuk), zaś funkcję katedry pełni sobór św. Włodzimierza w Ługańsku.

Eparchia ługańska na tle podziału administracyjnego UKP PM

W 1944 powstała eparchia woroszyłowgradzka (ówczesna nazwa Ługańska), na ordynariusza której został wyświęcony Nikon (Pietin). W 1948 duchowny ten został przeniesiony do eparchii odeskiej, zachowując zarząd eparchii woroszyłowgradzkiej: jego działalność miała istotne znaczenie dla odrodzenia życia religijnego na ziemi ługańskiej po okresie prześladowań antyreligijnych w ZSRR. Kolejnymi ordynariuszami eparchii byli duchowni sprawujący równolegle urząd biskupów odeskich: Borys (Wik) oraz Sergiusz (Pietrow).
W 1991 dokonany został podział eparchii na ługańską i starobielską oraz doniecką i słowiańską. Biskupem ługańskim został biskup słowiański, dotąd jej biskup pomocniczy, Joannicjusz (Kobziew). Nosił on tytuł biskupa ługańskiego i starobielskiego do kolejnego podziału eparchii w 2007, gdy z części jej terytorium wydzielono eparchię siewierodoniecką. W tym momencie tytuł ordynariusza uległ zmianie na ługański i alczewski.
W jurysdykcji eparchii znajdują się miasta Ługańsk, Ałczewsk, Brianka, Hołubiwka, Perwomajsk oraz Kadijewka, a także rejony nowoajdarski, perewalski, słowjanoserbski i stanicki.
Na terenie eparchii działa pięć monasterów:
- monaster Wniebowstąpienia Pańskiego w Choroszejem, męski
- monaster św. Jana Chrzciciela w Czuhince, męski[5]
- monaster Narodzenia Matki Bożej w Krasnym Derkule, żeński[6]
- monaster św. Olgi w Ługańsku, żeński
- monaster Iwerskiej Ikony Matki Bożej w Starym Ajdarze, żeński (w trakcie organizacji).